# Bolivijsko-paragvajska granica
Bolivijsko-paragvajska granica duga je 742 km.
Započinje na tromeđi Argentine, Bolivije i Paragvaja (u blizini grada La Esmeralda na rijeci Pilcomayo), odakle se proteže u smjeru sjever-sjeveroistok prema vrhu brda Captain Ustares, gdje skreće na istok, do grada Fortín Galpón, gdje slijedi crtu prema jugu s rijekom Paragvaj. Završava na tromeđi Bolivije, Brazila i Paragvaja, u trokutu Dionisio Foianini.
Označena je s 11 markera (marker I do marker X plus tripartitni marker). Oznake od I do X povezane su jedna s drugom ravnim linijama, miljokaz X povezan je s trodijelnim terminalom vodotokom. Većina njih ima imena i blizu su vojne postaje na paragvajskoj strani.
U blizini paragvajskog grada Infante Rivarola nalazi se granična postaja.
Sadašnji raspored granice postoji od 1938. godine i uspostavljen je ugovorom sklopljenim u Buenos Airesu nakon završetka Rata za Chaco (1932.-1935.) između dviju zemalja.

## Vanjske poveznice
|  | Zajednički poslužitelj ima još gradiva o temi Bolivijsko-paragvajska granica |